# Perro tahitiano
El perro tahitiano (En tahitiano ʻŪrī Mā’ohi, traducido literalmente como 'perro nativo') es una raza extinta de perros de Tahití y las Islas de la Sociedad. Al igual que otras razas de perros polinesios, los antepasados del pueblo tahitiano (Mā'ohi) lo introdujeron en las Islas de la Sociedad y Tahití durante sus migraciones a la Polinesia. Eran una parte esencial de la sociedad tradicional tahitiana; su carne se incluyó en la cocina tahitiana y otras partes del perro se utilizaron para hacer herramientas y ropa ornamental. Los perros fueron alimentados con una dieta vegetariana y servidos durante las fiestas como un manjar. Los exploradores europeos fueron los primeros forasteros en observar y registrar su existencia, y se les sirvió a los primeros exploradores, incluido el capitán James Cook. El perro tahitiano desapareció como una raza distinta después de la introducción de perros europeos extranjeros.

## Historia
El perro tahitiano, conocido como el ʻŪrī Mā'ohi en el idioma tahitiano, fue introducido en Tahití y las Islas de la Sociedad (en la moderna Polinesia Francesa) por los antepasados del pueblo tahitiano (Mā'ohi) durante sus migraciones a la Polinesia. Estaban estrechamente relacionados con el perro poi hawaiano y el Kurī de Nueva Zelanda; se cree que este último es descendiente de la raza. Se trajeron razas similares de perros polinesios junto con cerdos y pollos cuando la gente se estableció en las islas de Polinesia. Los estudios genéticos indican que el perro Kuri de Nueva Zelanda se deriva de perros indonesios y, por lo tanto, por inferencia, es probable que los perros de la isla Society sean del mismo origen. El perro de las Marquesas se extinguió en las islas vecinas de las Marquesas antes de 1595. Aunque los perros estaban prácticamente ausentes de la Polinesia Occidental, fueron reconocidos cuando los exploradores europeos los trajeron posteriormente como artículos de comercio, lo que indica un reconocimiento cultural universal del perro en muchas islas.
Los perros fueron atados con cuerdas alrededor del vientre y mantenidos en la casa, donde fueron criados como fuente de alimento junto a los cerdos domesticados.  Vistos como un manjar, se servían durante las fiestas, y para los altos jefes. perros eran menos abundantes que los cerdos en las islas, posiblemente porque fueron asesinados cuando eran jóvenes. Los visitantes europeos notaron que las mujeres nativas, especialmente aquellas que perdieron a sus propios hijos, a menudo amamantaban a cachorros y cerdos pequeños.

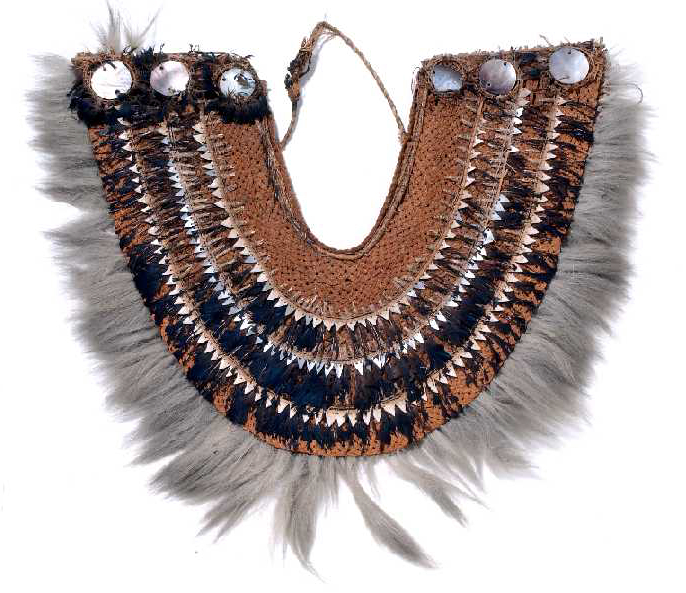
El taumi, un adorno tradicional para el pecho, con flecos de pelo de perro de las islas Tuamotu, Colección James Cook: Museo Australiano

Eran una parte esencial de la sociedad tradicional tahitiana. Los dientes de perro se convirtieron en anzuelos y los huesos de perro se convirtieron en armas e implementos. También usaron pelo de perro, especialmente los pelos de cola larga de las variedades de perros tuamotuanos, para decorar los flecos del taumi, un adorno tradicional del pecho a menudo llamado gorjal, que usaban sacerdotes y altos jefes. La raza tuamotuana fue descrita como similar a sus contrapartes tahitianas distinguibles por su pelo más largo. La historiadora Margaret Titcomb señaló que las variedades tuamotuanas pueden no haber sido una raza separada que se desarrolló de forma aislada, argumentando que la gente de las Islas Tuamotu podría haber comido sus variedades de pelo corto y mantener sus perros de pelo más largo para exportarlos a las Islas de la Sociedad.
El perro de Tahití se extinguió en las Islas de la Sociedad algún tiempo después de la llegada de los colonos europeos debido a la introducción y el mestizaje con las razas de perros europeos. En 1834, el viajero británico Frederick Debell Bennett señaló: "Entre las Islas de la Sociedad, el perro aborigen, que antes era comido como un manjar por los nativos, ahora está extinto, o se fusionó con razas mestizas por propagación con muchas variedades exóticas". La mayoría de las otras razas de perros polinesios también se extinguieron debido al mestizaje con perros extranjeros, principalmente europeos, a principios del siglo XX.
Esta raza y otros perros polinesios a veces fueron considerados una especie distinta por los naturalistas y científicos del siglo XVIII, y recibieron nombres científicos como Canis domesticus, indicus taitiensis (1778) por Georg Forster, Canis familiaris villaticus, meridionalis (1817) por FL Walther, Canis otahitensis (1836) o Canis familiaris orthotus otahitensis (1836) de Heinrich Gottlieb Ludwig Reichenbach, Canis pacificus (1845) de Charles Hamilton Smith y Canis familiaris otahitensis (1859) de Christoph Gottfried Andreas Giebel. Luomala señaló que "el material fuente de los taxonomistas se ha derivado, a menudo de segunda y tercera mano, de descripciones impresionistas de miembros de las expediciones del Capitán James Cook y otros exploradores del siglo XVIII, ninguno de los cuales da una sola medida o conservó una muestra para estudio científico ".

## Características

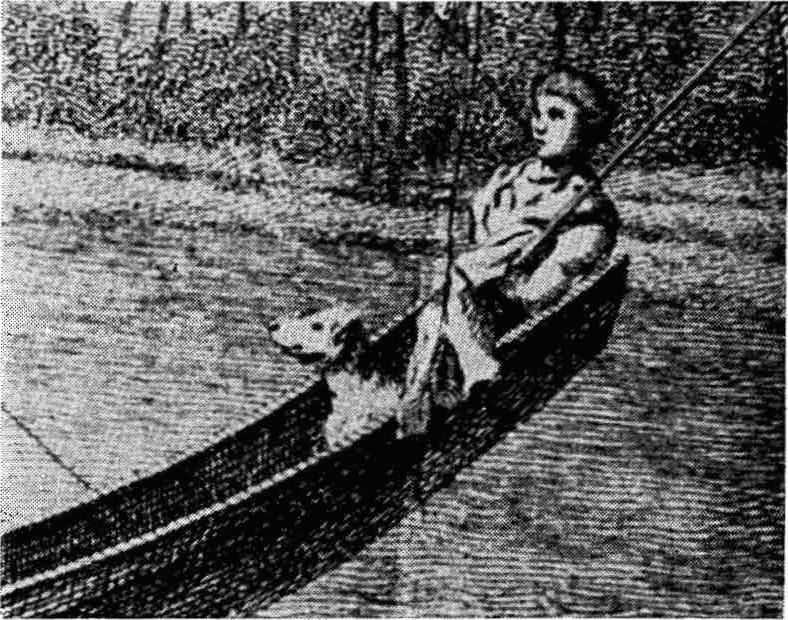
Un perro sentado debajo de un niño en una canoa estabilizadora desde Sydney Parkinson 's Una vista de la isla de Otaheite con varias embarcaciones de esa isla, c. 1773.

Los perros de Tahití fueron descritos como de constitución pequeña o mediana, parecidos a terriers o daschund en tamaño. Sus pelajes eran generalmente de color marrón, blanco o amarillo óxido con pelos lisos. Tenían cabezas anchas, ojos pequeños, espaldas largas, hocicos puntiagudos y orejas erguidas. Fueron descritos como perezosos, tímidos y no feroces, pero con notoria mala disposición. Rara vez ladraban, pero a veces aullaban. A menudo, los taxónomos del siglo XIX los agrupan con el perro poi hawaiano debido a su apariencia y dieta similares, en contraste con el Kurī, que era mucho más grande en tamaño debido a su dieta más rica en proteínas.
Su dieta incluía frutas del pan, cocos, ñame, poi hecho de taro y, a veces, pescado. Esta dieta predominantemente vegetariana blanda hizo que estos perros desarrollaran cráneos redondos y una estatura pequeña.

El naturalista alemán Georg Forster escribió en general sobre los perros polinesios, pero más específicamente en respuesta a los que vio en las Islas de la Sociedad durante una visita a la isla de Huahine en septiembre de 1773:
Los perros de todas estas islas eran bajos en estatura y su tamaño variaba desde el de un perro faldero hasta el de un spaniel más grande. Su cabeza es ancha, el hocico puntiagudo, los ojos muy pequeños, las orejas erguidas y su cabello bastante largo, lacio, duro y de diferentes colores, pero más comúnmente blanco y marrón. Rara vez, si es que alguna vez, ladraban, pero a veces aullaban y se mostraban tímidos con los extraños hasta cierto punto de aversión.

## Encuentros europeos
Los perros de Tahití fueron ofrecidos y servidos por jefes de alto rango a los primeros exploradores europeos que visitaron las islas. En 1767, el explorador británico Samuel Wallis observó la raza por primera vez en Tahití. Fueron atados "con las patas delanteras atadas sobre la cabeza" e intentaron escapar en posición erguida; Wallis inicialmente los tomó por "algún animal extraño". Al comerciar con los nativos, las personas que venían con Wallis aceptaron las ofrendas de cerdos y telas, pero desataron a los perros y los soltaron, un acto que confundió a los tahitianos. En su primer viaje, el capitán James Cook y su tripulación desarrollaron el gusto por el perro de Tahití durante una estancia de tres meses en las Islas de la Sociedad en 1769. Cook escribió un relato de la primera vez que sus hombres probaron la carne de perro y el proceso tradicional de preparación de la carne.
En su diario, Cook señaló: "Para los animales domesticados tienen cerdos, aves y perros, el último de los cuales aprendimos a comer de ellos, y pocos de nosotros estábamos allí, pero lo que permitía que un perro de los mares del Sur estuviera al lado de un cordero inglés ". El artista Sydney Parkinson informó que el Capitán Cook, Banks y Solander, cuando estaban en Tahití, dijeron que el perro asado era "la carne más dulce que jamás habían probado", aunque Parkinson declaró que aborrecía el "olor desagradable" que los disuadía. de tal manera que no se les podía convencer para que comieran. naturalista Joseph Banks hizo un informe similar. 

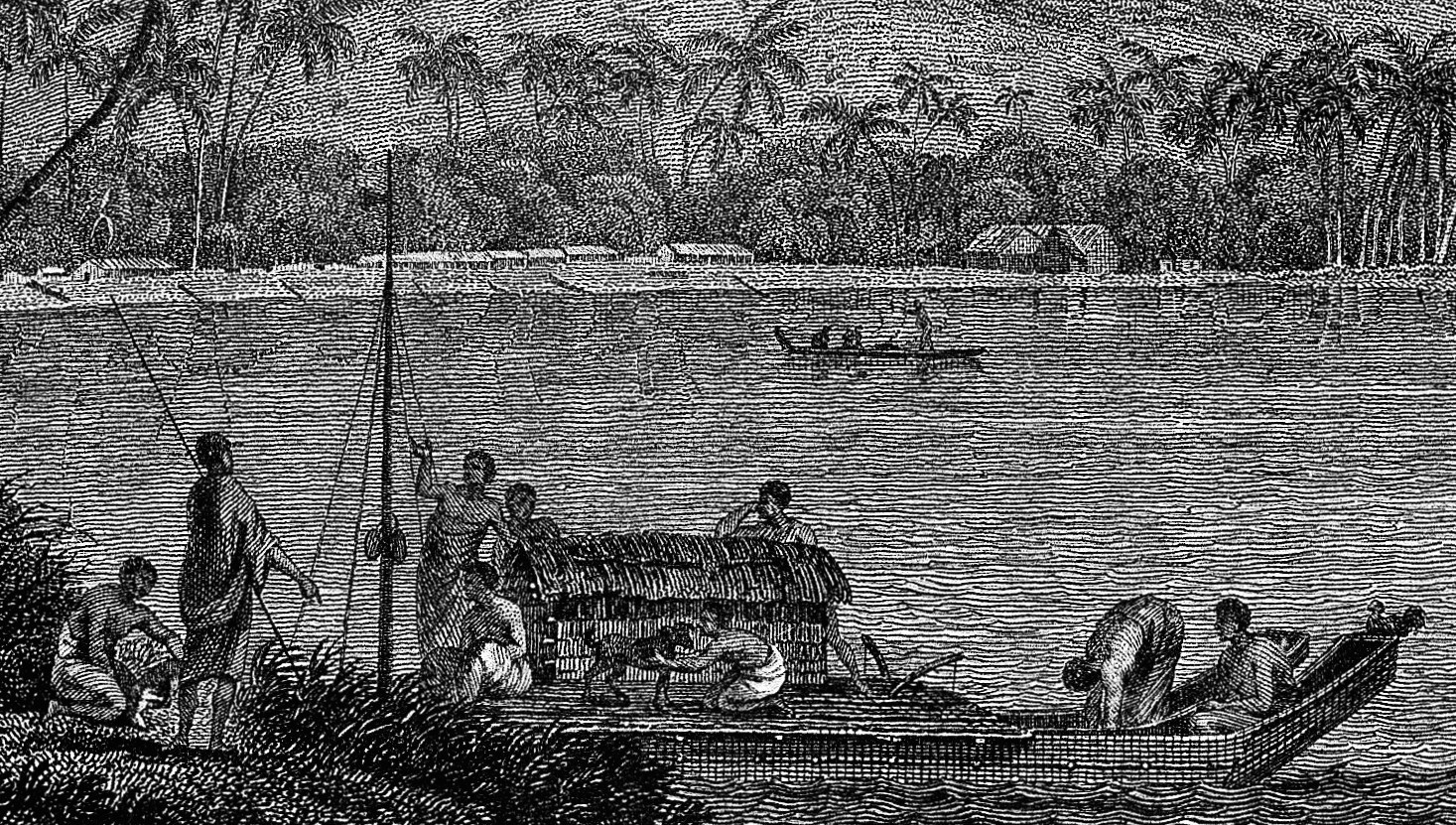
Perro en una canoa representado en Una vista de Huahine, de John Webber, del tercer viaje de James Cook

Durante el segundo viaje de Cook, Forster llevó dos perros tahitianos a bordo del barco para llevarlos a casa en el Reino Unido. Fueron probados con veneno de flecha en Malakula abriéndoles las piernas con una lanceta e insertadas con la sustancia; ambos perros se recuperaron, aunque uno murió más tarde por comer pescado venenoso. Sin embargo, se desconoce el destino del otro perro y sus restos.

## Representaciones en el arte europeo
Los artistas occidentales a menudo infundieron características euroamericanas en sus representaciones de los perros de la Polinesia y posiblemente muchos representaron a los perros domésticos que se mantienen en los barcos europeos en lugar de las razas nativas. Esto resultó en pocas descripciones precisas de los perros que sobrevivieron. Algunas obras que probablemente representan la raza de perro aborigen de Tahití realizadas por Parkinson, Webber, Alexander Buchan y John Frederick Miller fueron compiladas por la antropóloga estadounidense Katharine Luomala, incluidas las dos imágenes de arriba.

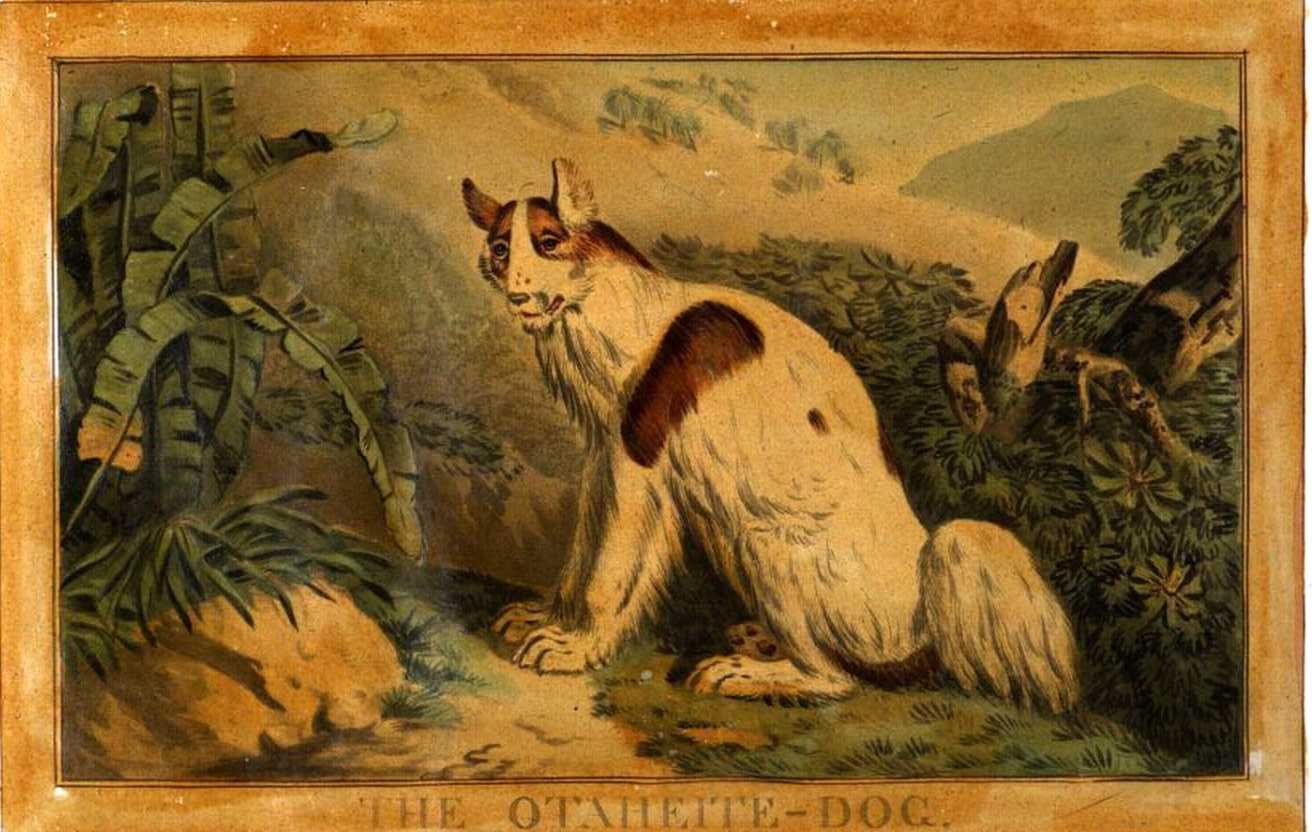
Perro Otaheite, grabado al aguatinta por Charles Catton el joven, 1788

En 1788, Charles Catton, que no acompañó a ninguno en los viajes, representó un grabado al aguatinta de un "Perro Otaheite" en su libro Animales extraídos de la naturaleza y grabados en Aqua-tinta. Según su apariencia y descripción, en realidad podría ser un kurī.
El artista Paul Gauguin representó perros en Tahití y las Islas Marquesas — aunque no está claro si fueron el perro polinesio prototípico — en varias obras, entre ellas I raro te oviri (I) (Bajo el Pandanus I) (1891) y Arearea (Alegría) 1892. La prominencia en sus pinturas de estos perros de corral sin collar ha sido objeto de mucha especulación en cuanto a su significado simbólico o metafórico.

## Arqueología
Los registros arqueológicos indican que los perros estuvieron presentes en las Islas de la Sociedad desde el período de asentamiento inicial hasta el punto de contacto europeo. Las excavaciones modernas en Tahití y las otras Islas de la Sociedad han descubierto pocos restos supervivientes del perro tahitiano. En 1960, se descubrieron algunos dientes caninos en el refugio Ana Paia, en Mo'orea . En 1962, se descubrió un cráneo completo, extremidades y vértebras en un sitio de marae en Mo'orea junto con una mandíbula en otro sitio de la misma isla. En 1973, los arqueólogos estadounidenses Yosihiko H. Sinoto y Patrick C. McCoy descubrieron fragmentos de huesos de perros y cerdos domesticados en los primeros asentamientos de Vaiato'oia (cerca de Fa'ahia) en la isla de Huahine.